# 何塞·佩德罗·佩雷斯-略尔卡
何塞·佩德罗·佩雷斯-略尔卡·罗德里戈（西班牙語：José Pedro Pérez-Llorca Rodrigo，1940年11月30日—2019年3月6日），西班牙政治人物、律师，安达卢西亚自治区加的斯出身。曾在1980年至1982年间出任西班牙外交大臣。
佩雷斯-略尔卡是西班牙民主转型时期的关键人物之一，也是1978年西班牙宪法的七位起草者代表之一。

## 生平
1940年11月30日出生于西班牙南部港口城市加的斯。毕业于马德里康普顿斯大学法律系。
毕业后曾在外交部工作，积累了丰富经验。后在母校担任宪法讲师。1977年5月，他加入了苏亚雷斯领导的民主中間聯盟，并成为眾議院议员，代表马德里选区。作为党内的宪法学专家，他代表民主中間聯盟参加了1978年西班牙宪法的起草工作。在苏亚雷斯当选首相后，佩雷斯-略尔卡短暂出任首相府大臣、地区行政大臣和外交大臣。在萊奧波爾多·卡爾沃-索特洛内阁期间，他继续担任外交大臣，直到1982年12月。
1983年，他联合创办了“佩雷斯-略尔卡律师事务所”，并常年担任主席职务。此外，他还是乌尔吉霍租赁公司的董事长，西班牙电信和國際航空集團的董事会成员。自2012年起，担任普拉多博物馆皇家理事会主席。
2019年3月6日在马德里去世，被埋葬在圣热罗尼莫堂。费利佩国王和莱蒂西亚王后出席了他的葬礼。

## 荣誉

### 勋章
- 大十字级圣雷蒙多·德佩尼亚福特勋章（2016年）[10]
- 大项链级民事功绩勋章（2003年）[11]
- 大十字级卡洛斯三世勋章（1982年）[12]
- 大十字级秘鲁太阳勋章（1982年）[13]

### 荣誉学位
- 加的斯大学荣誉博士（2012年）[14]
- 莱昂大学荣誉法学博士（2006年）[15]
- 国立远程教育大学荣誉博士（1991年）